# Сеньок (річка)
Сеньок, Сенек (рос.) — річка в Україні, в Куп'янському районі Харківської області. Права притока Оскілу (басейн Сіверського Донця).

## Опис
Довжина річки 15 км. Висота витоку річки над рівнем моря — 128 м; висота гирла річки над рівнем моря — 93 м; падіння річки — 35 м; похил річки — 2,34 м/км. Формується з декількох безіменних струмків та водойм.

## Розташування
Сеньок бере початок з водойми в селі Сеньок. Тече переважно на південний схід і на південно-західній околиці села Сенькове впадає у річку Оскіл, ліву притоку Сіверського Донця.
До утворення Оскільського водосховища впадала у річку Сіниха.